# Liste des gouvernements allemands
Cette page dresse la liste des gouvernements allemands.

## Liste
| Gouvernement | Dates du mandat | Dates du mandat | Chancelier            | Coalition                                     |
| --- | --------------- | --------------- | --------------------- | --------------------------------------------- |
| RÉPUBLIQUE DE WEIMAR puis début de l'Allemagne nazie                                                                                            |                 |                 |                       |                                               |
| Cabinet Scheidemann | 13/02/1919      | 20/06/1919      | Philipp Scheidemann   | Coalition de Weimar (SPD, DDP, DZP)           |
| Cabinet Bauer | 21/06/1919      | 27/03/1920      | Gustav Bauer          | Coalition de Weimar (SPD, DDP, DZP)           |
| Cabinet Müller I | 27/03/1920      | 21/06/1920      | Hermann Müller        | Coalition de Weimar (SPD, DDP, DZP)           |
| Cabinet Fehrenbach | 25/06/1920      | 04/05/1921      | Constantin Fehrenbach | Coalition de Weimar (SPD, DDP, DZP)           |
| Cabinet Wirth I | 10/05/1921      | 22/10/1921      | Joseph Wirth          | Coalition de Weimar (SPD, DDP, DZP)           |
| Cabinet Wirth II | 26/10/1921      | 14/11/1922      | Joseph Wirth          | DZP, SPD, DDP, BBB                            |
| Cabinet Cuno | 22/11/1922      | 12/08/1923      | Wilhelm Cuno          | DDP, DVP, DZP, BVP                            |
| Cabinet Stresemann I | 13/08/1923      | 04/10/1923      | Gustav Stresemann     | DVP, SPD, DZP, DDP                            |
| Cabinet Stresemann II | 06/10/1923      | 23/11/1923      | Gustav Stresemann     | DVP, SPD, DZP, DDP                            |
| Cabinet Marx I | 30/11/1923      | 26/05/1924      | Wilhelm Marx          | DZP, DVP, DDP                                 |
| Cabinet Marx II | 03/06/1924      | 15/12/1924      | Wilhelm Marx          | DZP, DVP, DDP                                 |
| Cabinet Luther I | 15/01/1925      | 05/12/1925      | Hans Luther           | DVP, DDP, DZP, BVP, DNVP                      |
| Cabinet Luther II | 19/01/1926      | 12/05/1926      | Hans Luther           | DVP, DDP, DZP, BVP                            |
| Cabinet Marx III | 16/05/1926      | 17/12/1926      | Wilhelm Marx          | DZP, DDP, DVP, BVP                            |
| Cabinet Marx IV | 28/01/1927      | 12/06/1928      | Wilhelm Marx          | DZP, DNVP, DVP, BVP                           |
| Cabinet Müller II | 28/06/1928      | 27/03/1930      | Hermann Müller        | SPD, DVP, DDP, DZP                            |
| Cabinet Brüning I | 30/03/1930      | 07/10/1931      | Heinrich Brüning      | DZP, DDP, DVP, WP, CNBL, BVP, KVP             |
| Cabinet Brüning II | 09/10/1931      | 30/05/1932      | Heinrich Brüning      | DZP, DStP, CNBL, KVP, BVP                     |
| Cabinet von Papen | 01/06/1932      | 03/12/1932      | Franz von Papen       | Cabinets présidentiels                        |
| Cabinet von Schleicher | 03/12/1932      | 28/01/1933      | Kurt von Schleicher   | Cabinets présidentiels                        |
| Cabinet Hitler | 30/01/1933      | 02/08/1934      | Adolf Hitler          | Cabinets présidentiels                        |
| RÉPUBLIQUE FÉDÉRALE |                 |                 |                       |                                               |
| Cabinet Adenauer I | 20/09/1949      | 20/10/1953      | Konrad Adenauer       | CDU/CSU, FDP, DP                              |
| Cabinet Adenauer II | 20/10/1953      | 29/10/1957      | Konrad Adenauer       | CDU/CSU, FDP, DP, BHE                         |
| Cabinet Adenauer III | 29/10/1957      | 14/11/1961      | Konrad Adenauer       | CDU/CSU, DP                                   |
| Cabinet Adenauer IV | 14/11/1961      | 13/12/1962      | Konrad Adenauer       | Coalition noire-jaune (CDU/CSU, FDP)          |
| Cabinet Adenauer V | 14/12/1962      | 11/10/1963      | Konrad Adenauer       | Coalition noire-jaune (CDU/CSU, FDP)          |
| Cabinet Erhard I | 17/10/1963      | 26/10/1965      | Ludwig Erhard         | Coalition noire-jaune (CDU/CSU, FDP)          |
| Cabinet Erhard II | 26/10/1965      | 30/11/1966      | Ludwig Erhard         | Coalition noire-jaune (CDU/CSU, FDP)          |
| Cabinet Kiesinger | 01/12/1966      | 21/10/1969      | Kurt Georg Kiesinger  | Grande coalition (CDU/CSU, SPD)               |
| Cabinet Brandt I | 22/10/1969      | 15/12/1972      | Willy Brandt          | Coalition sociale-libérale (SPD, FDP)         |
| Cabinet Brandt II | 15/12/1972      | 07/05/1974      | Willy Brandt          | Coalition sociale-libérale (SPD, FDP)         |
| Cabinet Schmidt I | 16/05/1974      | 14/12/1976      | Helmut Schmidt        | Coalition sociale-libérale (SPD, FDP)         |
| Cabinet Schmidt II | 16/12/1976      | 04/11/1980      | Helmut Schmidt        | Coalition sociale-libérale (SPD, FDP)         |
| Cabinet Schmidt III | 06/11/1980      | 01/10/1982      | Helmut Schmidt        | Coalition sociale-libérale (SPD, FDP)         |
| Cabinet Kohl I | 04/10/1982      | 29/03/1983      | Helmut Kohl           | Coalition noire-jaune (CDU/CSU, FDP)          |
| Cabinet Kohl II | 30/03/1983      | 11/03/1987      | Helmut Kohl           | Coalition noire-jaune (CDU/CSU, FDP)          |
| Cabinet Kohl III | 12/03/1987      | 18/01/1991      | Helmut Kohl           | Coalition noire-jaune (CDU/CSU, FDP)          |
| Cabinet Kohl IV | 18/01/1991      | 17/11/1994      | Helmut Kohl           | Coalition noire-jaune (CDU/CSU, FDP)          |
| Cabinet Kohl V | 17/11/1994      | 26/10/1998      | Helmut Kohl           | Coalition noire-jaune (CDU/CSU, FDP)          |
| Cabinet Schröder I | 27/10/1998      | 17/10/2002      | Gerhard Schröder      | Coalition rouge-verte (SPD, Verts)            |
| Cabinet Schröder II | 22/10/2002      | 18/10/2005      | Gerhard Schröder      | Coalition rouge-verte (SPD, Verts)            |
| Cabinet Merkel I | 22/11/2005      | 27/10/2009      | Angela Merkel         | Grande coalition (CDU/CSU, SPD)               |
| Cabinet Merkel II | 28/10/2009      | 17/12/2013      | Angela Merkel         | Coalition noire-jaune (CDU/CSU, FDP)          |
| Cabinet Merkel III | 17/12/2013      | 13/03/2018      | Angela Merkel         | Grande coalition (CDU/CSU, SPD)               |
| Cabinet Merkel IV | 14/03/2018      | 08/12/2021      | Angela Merkel         | Grande coalition (CDU/CSU, SPD)               |
| Cabinet Scholz | 08/12/2021      | 06/05/2025      | Olaf Scholz           | Coalition en feu tricolore (SPD, Grünen, FDP) |
| Cabinet Merz | 06/05/2025      | en fonction     | Friedrich Merz        | Grande coalition (CDU/CSU, SPD)               |
| Après la cessation des fonctions d’un gouvernement, les ministres sortants assurent l’intérim avant la prise de fonctions de leurs successeurs. |                 |                 |                       |                                               |